# Eupithecia nimbicolor
Eupithecia nimbicolor là một loài bướm đêm trong họ Geometridae.